# Pseudotropheus crabro
Cá ali ong vàng (Danh pháp khoa học: Pseudotropheus crabro) là một loài cá trong họ Cichlidae, đây cũng là loài cá duy nhất trong chi Pseudotropheus của họ này. Chúng còn được gọi là Cichlid Hornet, hoặc Chameleon Cichlid đến từ những hang động nước sâu của hồ Malawi, châu Phi.

## Đặc điểm
Cá có màu vàng với những sọc đen ngang cơ thể xuyên suốt từ đầu tới đuôi. Kích thước tối đa của chúng lên đến 20 cm, màu sắc chủ đạo gồm đen, xám, vàng. Chúng là loài ăn tạp và thích các loại thực phẩm giàu chất dinh dưỡng như flake, rong biển, thức ăn viên, sinh vật phù du, tôm ngâm nước muối, trùn chỉ.
Khi sinh sản, con cá cái sẽ đẻ trứng trên một tảng đá bằng phẳng và lấy chứng vào miệng sau đó hứng tinh trùng của cá đực, trứng sẽ được cá cái lưu giữ trong miệng khoảng 3 tuần, sau đó nhả cá bột ra môi trường bể nuôi. Giai đoạn này trong việc nuôi nhốt nên cho cá con ăn tôm ngâm nước muối, bo bo, thực phẩm flake nghiền.